# 弗雷

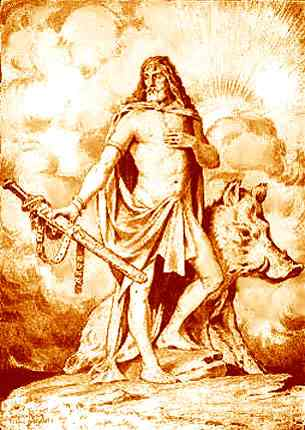
19世纪绘画中的弗雷，带剑并有野猪跟随

弗雷（英語：Freyr、又譯費雷），是北歐神話中的豐饒之神，主司收成和愛情。「豬」和「馬」是他的聖獸。

## 華納神族的弗雷
弗雷屬於華納神族。他是海洋之神尼約德（Njord）之子，母親則說法不一，一說是女山神斯卡迪，另一說是尼約德之姊那瑟斯。而他的攣生妹妹是芙蕾雅（Freyja），相傳他和芙蕾亞亦有肌膚之親。由於華納神族對性的看法非常開放，所以近親之間也可以有肉體關係。
在遠古，阿薩神族和華納神族這兩神族曾經發生爭戰，戰鬥持續很久且不分勝負，兩邊都感到厭倦了，最後雙方約定和解並交換人質，於是兄妹倆便和父親尼約德以人質身份來到阿斯嘉特。弗雷在華納海姆原先也屬於戰鬥的神祇，但當到了阿斯嘉特後，便成為司掌甘露、陽光和大地果實之神。他是夏日金色陽光及溫暖夏雨的人格化。
他住在精靈的國度—亞爾夫海姆（Alfheim）。而在他的管理下，精靈們幫助花草生長繁榮，他又指揮蜂蝶工作，盡力去幫助人類。弗雷的侍者是女神貝依拉，她的丈夫貝格維爾，夫妻二人同被尊為啤酒酒神和蜜乳酒神。弗雷也因為屠殺海龍之王被稱為「海之龍神」。

## 弗雷的寶物
- 斯基德普拉特尼（Skídbladnir）：神奇的寶船。此船是洛基因希芙之髮事件中得到的由侏儒打造出來的船。可以任意放大縮小，展開時甚至可以裝下所有的神和他們的所有武器；縮小時可以收到口袋裡。
- 古林博斯帝（Gullinbursti）：金毛的野豬，這野豬的金毛一方面是象徵了金色的太陽光，另一方面則象徵了地面五穀的成熟。而多產的豬也是豐收之神的象徵。
- 弗雷之劍（英语：Sword of Freyr）：又稱勝利之劍，無論誰掌握了這把劍，這劍便會隨著持劍者的希望，獨自在戰場上飛舞殺戮敵人。可是後來弗雷為了得到心儀的女巨人葛德，將此劍給了史基尼爾，但此劍也不再為任何人作戰，完完全全失去了魔力。結果在諸神的黃昏中，失去神劍的弗雷以鹿角和火焰巨人史爾特爾奮勇戰鬥，最後力戰身亡。
- 布洛杜克霍菲（Blóðughófi）：弗雷的馬，意即「血蹄」，同時也號稱「可以穿越烈焰的馬」。

## 弗雷之戀
一日，弗雷趁奧丁不在時，偷偷坐了奧丁的寶座至高王座（Hlidskjalf），相傳坐在寶座上可以看到整個世界。這時弗雷看到了巨人國度裡的一位美女——基米爾（Gymin）之女葛德（Gerd），並得了相思病。弗雷之父尼約德擔心之餘，派遣隨從史基尼爾（Skirnir）去探問。史基尼爾得知弗雷的心意後，自願幫弗雷深入巨人之地求婚，史基尼爾請求弗雷將神馬和神劍賜給他。帶著寶物的史基尼爾成功見到葛德。葛德個性倔強，即使史基尼爾獻上黃金蘋果或以性命相逼，葛德也都不願嫁給神。後來史基尼爾威脅要以咒語詛咒她，她才答應和弗雷的婚事。不過他們的婚姻相當美滿幸福。